# Río Masarobeni
Der Río Masarobeni ist ein etwa 48 km langer linker Nebenfluss des Río Tambo am Nordrand des Distrikts Río Tambo der Provinz Satipo in der zentralperuanischen Verwaltungsregion Junín.

## Flusslauf
Der Río Masarobeni entspringt auf einer Höhe von etwa 2060 m in einem Höhenkamm östlich von San Luis de Kirichari. Der Fluss durchquert eine Hügelregion in überwiegend ostsüdöstlicher Richtung. Er weist dabei mehrere scharfe Kursänderungen auf. Bei Flusskilometer 8 trifft der Río Quari von links auf den Río Masarobeni. Dieser wendet sich auf seinen letzten Kilometern nach Süden und mündet auf einer Höhe von etwa 295 m in den nach Osten strömenden Río Tambo. 6 km oberhalb der Einmündung des Río Masarobeni liegt am Río Tambo die Indigenensiedlung Masaroveni.

## Einzugsgebiet
Der Río Masarobeni entwässert ein etwa 330 km² großes Gebiet am Südrand des Gran Pajonal. Entlang der östlichen und nördlichen Wasserscheide verläuft die Grenze zur Provinz Atalaya. Das Einzugsgebiet wird im Osten, im Westen sowie im Süden von Höhenkämmen eingeschlossen. Es grenzt im Osten und im Norden an das des Río Unine, im Westen an das des Río Shima sowie im Süden an das des oberstrom gelegenen Río Tambo. Einzige Ortschaft in dem weitgehend unbewohnten Einzugsgebiet bildet die Indigenensiedlung Shimashiriavo.